# Фехтування на літніх Олімпійських іграх 1976
Олімпійський турнір з фехтування 1976 року пройшов у рамках XXI Олімпійських ігор у Монреалі, Канада, з 20 по 29 липня 1976 року.

## Медальний залік
| Місце | Країна          | Золото | Срібло | Бронза | Загалом |
| ----- | --------------- | ------ | ------ | ------ | ------- |
| 1     | СРСР (URS)      | 3      | 2      | 2      | 7       |
| 2     | ФРН (FRG)       | 2      | 2      | 0      | 4       |
| 3     | Італія (ITA)    | 1      | 3      | 0      | 4       |
| 4     | Угорщина (HUN)  | 1      | 0      | 2      | 3       |
| 5     | Швеція (SWE)    | 1      | 0      | 0      | 1       |
| 6     | Франція (FRA)   | 0      | 1      | 2      | 3       |
| 7     | Румунія (ROU)   | 0      | 0      | 1      | 1       |
| 7     | Швейцарія (SUI) | 0      | 0      | 1      | 1       |

## Медалісти
Чоловіки
| Event                     | Золото                                                                                            | Срібло | Бронза                                                                                               |
| ------------------------- | ------------------------------------------------------------------------------------------------- | --- | --- |
| Шпага, особиста першість  | Александер Пуш · ФРН (FRG)                                                                        | Ганс-Юрген Ген · ФРН (FRG)                                                                                      | Дьозьо Кульчар · Угорщина (HUN)                                                                      |
| Шпага, командна першість  | Швеція · Карл фон Ессен · Ганс Якобсон · Рольф Едлінг · Лейф Хегстрем · Йоран Флодстрем           | Західна Німеччина · Александер Пуш · Ганс-Юрген Ген · Райнгольд Бер · Фолькер Фішер · Ганс Яна                  | Швейцарія · Франсуа Суханецький · Мішель Поффет · Даніель Ґігер · Крістіан Каутер · Жан-Блез Евеквоз |
| Рапіра, особиста першість | Фабіо Даль Дзотто · Італія (ITA)                                                                  | Олександр Романьков · СРСР (URS)                                                                                | Бернар Тальвар · Франція (FRA)                                                                       |
| Рапіра, командна першість | Західна Німеччина · Маттіас Бер · Томас Бах · Гаральд Хейн · Клаус Райхерт · Ерік Сенс-Горіус     | Італія · Фабіо Даль Дзотто · Карло Монтано · Стефано Сімончеллі · Джованні Баттіста Колетті · Аттіліо Калатроні | Франція · Крістіан Ноель · Бернар Тальвар · Дідьє Фламан · Фредерік П'єтрушка · Даніель Ревеню       |
| Шабля, особиста першість  | Віктор Кровопусков · СРСР (URS)                                                                   | Володимир Назлимов · СРСР (URS)                                                                                 | Віктор Сидяк · СРСР (URS)                                                                            |
| Шабля, командна першість  | СРСР · Віктор Кровопусков · Едуард Винокуров · Віктор Сидяк · Володимир Назлимов · Михайло Бурцев | Італія · Маріо Альдо Монтано · Мікеле Маффей · Анджело Арчідіаконо · Томмазо Монтано · Маріо Тулліо Монтано     | Румунія · Дан Ірімічук · Йоан Поп · Марін Мустаце · Корнел Марін · Александру Нілка                  |

Жінки
| Event                     | Золото                                                                                         | Срібло | Бронза                                                                                       |
| ------------------------- | ---------------------------------------------------------------------------------------------- | --- | -------------------------------------------------------------------------------------------- |
| Рапіра, особиста першість | Ільдіко Шварценбергер · Угорщина (HUN)                                                         | Марія Консолата Колліно · Італія (ITA)                                                                      | Олена Бєлова · СРСР (URS)                                                                    |
| Рапіра, командна першість | СРСР · Олена Бєлова · Ольга Князєва · Валентина Сидорова · Найля Гілязова · Валентина Ніконова | Франція · Бріжит Латріль-Годен · Бріжит Гапе-Дюмон · Крістін Муціо · Веронік Тренке · Клодет Ербстер-Жослан | Угорщина · Ільдіко Шварценбергер · Едіт Ковач · Магда Марош · Ільдіко Рейтьо · Ільдіко Бобіш |